# お弁当ばこのうた 〜あなたへのお手紙〜
「お弁当ばこのうた 〜あなたへのお手紙〜」（おべんとうばこのうた ～あなたへのおてがみ～）は、2017年4月 - 5月に、NHKの音楽番組『みんなのうた』で放送された楽曲。作詞・作曲：半﨑美子、編曲：五十嵐宏治、歌：半﨑美子。

## 解説
シンガーソングライターの半﨑美子が『みんなのうた』のために1年以上かけて書き下ろした楽曲であり、2017年4月5日に発売された自身初のメジャーアルバム『うた弁』に収録されている。
半﨑によると本曲は、子供の成長への喜びと寂しさを母目線で書いた詞である。
お弁当を作る母とそれを食べる子供との関係性は、子供の学生時代にしかない短いやりとりである。
お弁当を通しての、卒業までの毎日のやりとりを愛おしく思いながら歌にしたという。
半﨑は、子供が食べているところは見られないが心を込めて作るお弁当と、読んでいるところは見られないが相手を想いながら書く手紙とは似ていると語る。
そして、子供からの返事は、お弁当が空になって返ってくることだという。
『みんなのうた』では、5分間1曲枠で放送された。
同番組のエグゼクティブプロデューサー高橋良次によると、曲のストーリー性をカットせず視聴者に届けたかったからだという。
曲中には野菜を刻む音や鍋で煮込む音が入っており、台所の様子を想像させる。これは半﨑自身が料理する音を録音したものである。
『みんなのうた』の放送で使用されたアニメーションの映像は、番組初参加の半崎信朗が制作を手掛けた。